# Покрівці (зупинний пункт)
Покрі́вці — пасажирський залізничний зупинний пункт Львівської дирекції Львівської залізниці на електрифікованій лінії Стрий — Ходорів між станціями Ходовичі (5 км) та Гніздичів (5 км). Розташований поблизу однойменного села Стрийського району Львівської області.

## Пасажирське сполучення
На зупинному пункті Покрівці зупиняються приміські електропоїзди сполученням Стрий — Ходорів